# Амели Врла
Амели Врла (фр. Amélie Vrla, 1983) је књижевница, сценаристкиња и преводитељка француског и чешког порекла.

## Биографија
Амели Врла је рођена 1983. године у Паризу од мајке Францускиње и оца Чеха, а одрастала је у Сенегалу. Након матурирања у Европској школи у Луксембургу, Hypokhâgne à Louis-le-Grand у Паризу, студирала је модерну књижевност на Paris IV La Sorbonne. Након тога придружила се специјализованом мастеру за медије на l’ESCP-Еуропе. Сели се за Америку, у Њујорк, да продуби своје знање о сценарију и режији на Њујоршкој филмској академији.
Амели се специјализовала за развој, продукцију и дистрибуцију филмова, пре него што се преселила у Берлин као сценариста, аутор, доктор сценарија, преводилац и независни културни новинар.
Песме и чланке објављивала је у разним медијима, а читала је песме и текстове на радију. Године 2016. године, заједно са Робертом Клагесом, основала је месечни, књижевни и тројезични састанак Lesender Krake где је читала своје списе сваког месеца заједно са другим ауторима који говоре француски, енглески и немачки, све до 2018. У коауторству са Сузаном Хертел, учествовала је у креирању и писању серије „Chambre à louer“. У коауторству са Манон Хеугел, реализује серију 8×52’, Génération Berlin, као и дугометражни филм Sinon nous sommes perdus са Гроупе Оуест. Такође је ко-сценариста првог дугометражног филма Лусије Валверде, Sinon nous sommes perdus.
Написала је књижевни есеј Romain Gary, Emile Ajar: regards croisés 2013. године.
Године 2015. објавила је књигу Одговорила је: "Берлин, душо!" : анали уобичајене дроге која се састоји од пет прича у којима се пет различитих јунакиња, младих и образованих жена, суочавају с искуством наркоманије у Берлину, европској престоници либералног живљења.
Амели Врла тренутно ради на два романа: Enfanter une étoile qui danse и који планира да буде објављен 2025. године и Croire à la lumière (привремени наслов), који је добио књижевну стипендију за помоћ уметничком стваралаштву и професионалном развоју уметника од Министарства културе Луксембурга.
Након што је живела у Паризу, Луксембургу и Њујорку сада је слободан писац, сценариста, доктор сценарија и филмски критичар, и тренутно живи и ствара у Берлину.

## Виблиографија

### Кратке приче
- Elle répondit: "Berlin, baby!" (Одговорила је: "Берлин, душо!") - 2015.

### Есеји
- Romain Gary, Emile Ajar: regards croisés - 2013